# Kỳ giông Hida
Kỳ giông Hida (danh pháp hai phần: Hynobius kimurae) là một loài kỳ giông thuộc họ Hynobiidae.
Đây là loài đặc hữu của Nhật Bản.
Môi trường sống tự nhiên của chúng là rừng ôn đới và sông ngòi.

## Hình ảnh

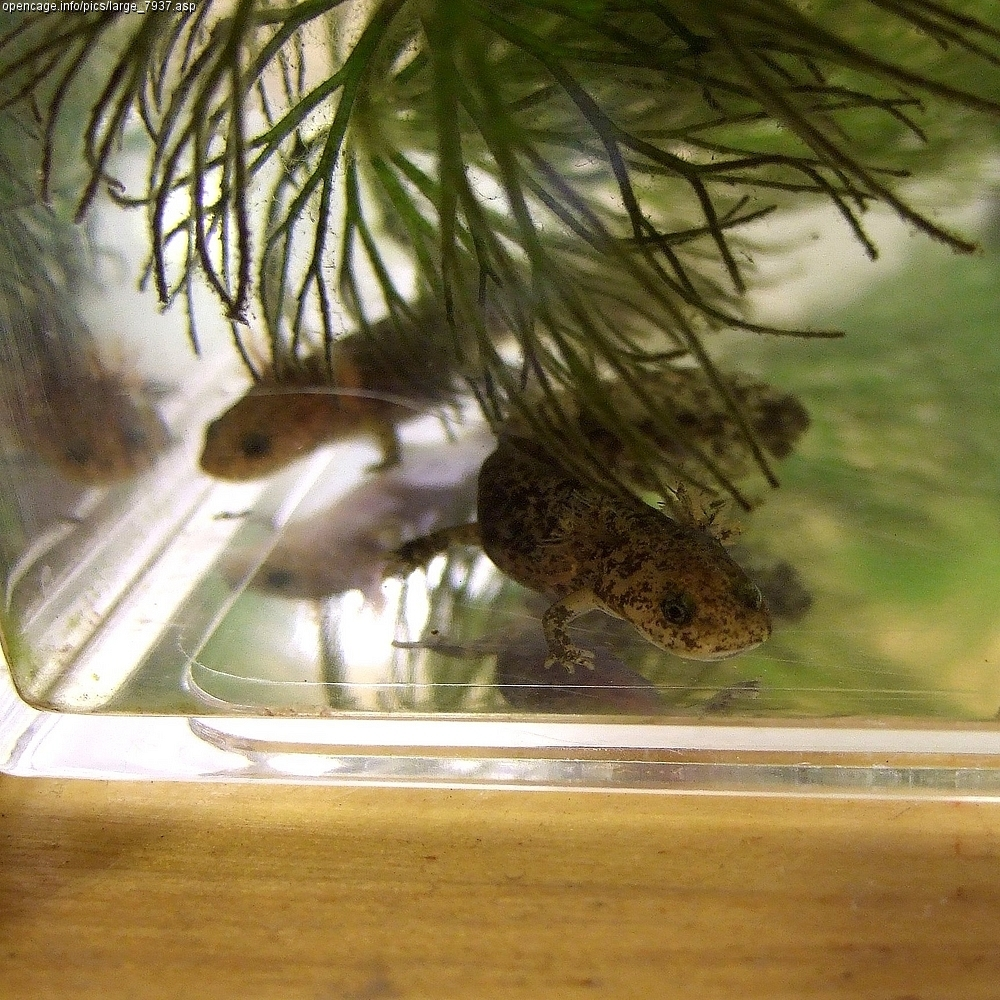
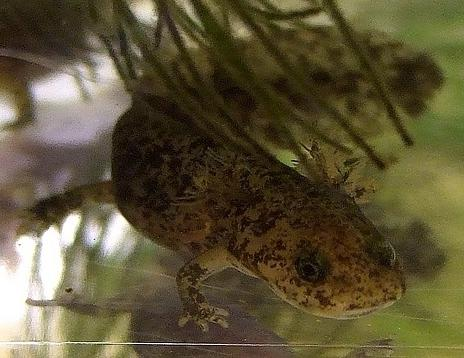